# DCI-P3

Il triangolo verde indica lo spazio colore DCI-P3

Il DCI-P3 o DCI/P3 è uno spazio colore RGB comune per la proiezione di film digitali dell'industria cinematografica americana.

## Storia

### Origine
Digital Cinema Initiatives (DCI) e pubblicato dalla Society of Motion Picture and Television Engineers (SMPTE)  in SMPTE EG 432-1:2010 e SMPTE RP 431-2:2011, rispettivamente il 10 novembre 2010 e il 6 aprile 2011.
Nel diagramma di cromaticità xy CIE 1931, lo spazio colore DCI-P3 copre il 45,5% di tutte le cromaticità e l'86,9% del gamut di Pointer (La gamma di Pointer è un'approssimazione della gamma di colori reali della superficie come può essere vista dall'occhio umano, basata sulla ricerca del 1980 di Michael R. Pointer). Nel diagramma di cromaticità CIE 1976 u'v' la copertura è rispettivamente del 41,7% e dell'85,5%.
Il colore primario blu è lo stesso di sRGB e Adobe RGB, mentre il colore primario rosso è una sorgente luminosa monocromatica e ha una lunghezza d'onda di 615 nm. DCI-P3 è stato definito dall'organizzazione 
Come passo verso l'implementazione del significativamente più ampio Rec. 2020 si prevede l'adozione nei sistemi televisivi e nel dominio del cinema domiciliare.

### La commercializzazione
Nel settembre 2014, Eizo ha presentato durante una fiera Photokina in Germania il primo display consumer CG-318 con risoluzione 4K reale, che supporta lo spazio colore P3.
Nel settembre 2015, il desktop iMac di Apple è diventato il primo computer di consumo con un display ampio-gamut integrato, che supporta lo spazio colore P3.
Il 4 gennaio 2016, l'UHD Alliance ha annunciato le proprie specifiche per Ultra HD Premium che richiede ai dispositivi di visualizzare almeno il 90% dello spazio colore DCI P3 (nell'area, non nel volume) 
A marzo 2016, l'iPad Pro da 9,7 pollici di Apple è stato fornito con un display che supporta il colore P3.
Nell'agosto 2016, il Samsung Galaxy Note 7 è stato fornito con un display HDR con gamma di colori DCI-P3 al 100%.

## Sistema colorimetrico
| Spazio colore        | Punto di bianco | Punto di bianco | CCT  | Colori primari | Colori primari | Colori primari | Colori primari | Colori primari | Colori primari |
| Spazio colore        | xW              | yW              | K    | xR             | yR             | xG             | yG             | xB             | yB             |
| -------------------- | --------------- | --------------- | ---- | -------------- | -------------- | -------------- | -------------- | -------------- | -------------- |
| P3-D65 (Monitor)     | 0.3127          | 0.3290          | 6504 | 0.680          | 0.320          | 0.265          | 0.690          | 0.150          | 0.060          |
| P3-DCI (Cinema)      | 0.314           | 0.351           | 6300 | 0.680          | 0.320          | 0.265          | 0.690          | 0.150          | 0.060          |
| P3-D60 (ACES Cinema) | 0.32168         | 0.33767         | 6000 | 0.680          | 0.320          | 0.265          | 0.690          | 0.150          | 0.060          |

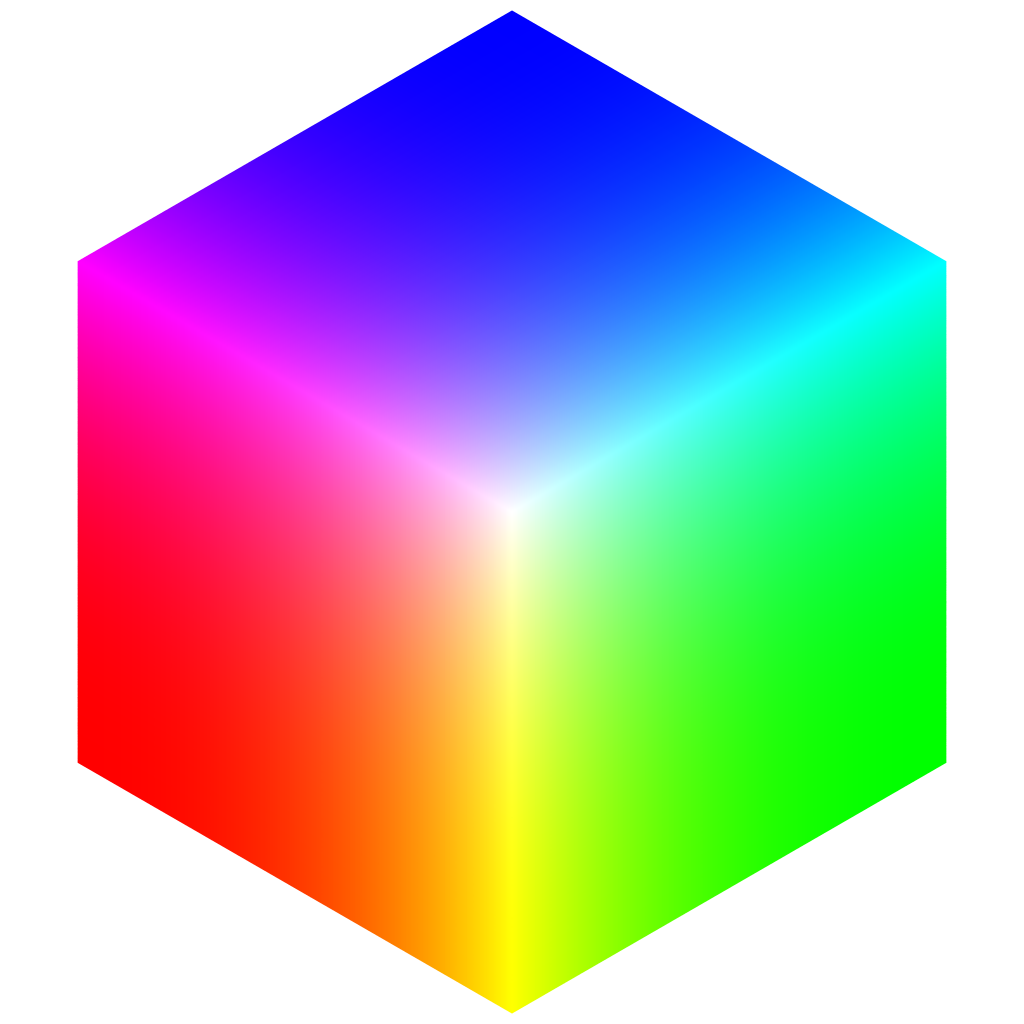
Spazio colore DCI-P3

DCI-P3 utilizza una curva gamma pura di 2,6, una luminanza bianca di 48 cd/m2 e un punto bianco con la stessa temperatura diurna correlata di D63 ma più verde. Il blu è lo stesso di BT.709.
DCI-P3 ha una gamma di colori più ampia del 25% rispetto a sRGB.

## Display P3
Display P3 è uno spazio colore creato da Apple. Utilizza i primari DCI-P3 ma con un punto bianco D65 che è molto più comune tra gli spazi colore del display del computer (sRGB e AdobeRGB utilizzano entrambi D65). Inoltre, a differenza della curva di gamma pura 1/2,6 di DCI-P3, Display P3 utilizza la curva di trasferimento sRGB (EOTF e quindi display riferito), che a scopo di confronto, potrebbe essere approssimata a una curva di gamma 1/2,2.
Il display P3 (denominato P3D65) viene utilizzato anche per alcuni prodotti Netflix, inclusi HDR e senza contenitore BT.2020.